# Irene Rosenfeld
Pour les articles homonymes, voir Rosenfeld.
Irene Blecker Rosenfeld, née le 3 mai 1953 à New York - États-Unis, est la présidente-directrice générale (PDG) du groupe agroalimentaire Mondelez International, depuis la scission de Kraft Foods en Mondelez International et Kraft Foods Group, en 2012 jusqu'à sa retraite en 2017.
Des 100 plus importantes entreprises américaines[pas clair], elle est une des trois femmes au poste de PDG avec Indra Nooyi de Pepsico nommée également en 2006, et Meg Whitman, PDG d'eBay de 1998 à 2008.
En 2012, elle est classée 13e femme la plus puissante au monde par le magazine Forbes. Elle était classée 11e, 9e, 6e et 10e respectivement en 2006, 2007, 2008 et 2009 puis 2011.

## Biographie
Elle est diplômée de l’université Cornell où elle obtient un Bachelor ès arts en Psychologie (BA Psychology) en 1975, une Maîtrise en administration des affaires (Master of Science in Business Administration) en 1977 et un doctorat en Marketing et Statistiques (Ph. D. in Marketing and Statistics) en 1980.
Irene Rosenfeld est une vétérane de l'industrie agroalimentaire. Elle a commencé sa carrière chez General Foods (qui deviendra Kraft General Foods en 1989) en 1981 comme Associate Market Research Manager. Elle a passé plus de 20 ans avec Kraft. Pendant ce temps, elle a occupé une variété de rôles de direction, couvrant de nombreuses entreprises Kraft aux États-Unis, au Canada et au Mexique.
Au début de sa carrière, Rosenfeld occupe les fonctions de chef de produit chez Country Time, un fabricant de limonade du groupe. De là, elle va occuper successivement différents postes à responsabilités. En 1991, elle est nommée vice-présidente exécutive et directrice générale de la Division boissons de Kraft. Trois ans plus tard, Mme Rosenfeld est nommée vice-présidente exécutive et directrice générale de la Division Desserts et Snack.
En 1996, elle devient présidente de Kraft Canada, no 1 des produits alimentaires conditionnés du pays. En 2000, en plus de ses responsabilités au Canada, elle est nommée vice-présidente du groupe Kraft Foods, et Présidente de l'exploitation, de la technique et des marchés. En février 2001, le Mexique, le Porto Rico et les systèmes d'informations ont été ajoutés à ses responsabilités.
Rosenfeld quitte de nouveau Kraft pour devenir Présidente puis CEO chez Frito-Lay, une division de PepsiCo en 2004 avant de revenir chez Kraft, en juin 2006.
Parmi les nombreuses réalisations de Mme Rosenfeld chez Kraft, elle a mené avec succès l’intégration de l'acquisition de Nabisco. En outre, elle a dirigé le redressement et la restructuration d'un certain nombre d'entreprises. Elle a également participé à la mise en bourse du groupe Kraft en 2001.
En novembre 2007, sous sa direction, Kraft rachète la branche biscuits du groupe Danone dans laquelle fait partie LU.
Elle occupe également des postes au conseil d’administration de AutoNation, de Frito-Lay et de Kraft Foods.
En août 2017, Mondelēz annonce que Dirk Van de Put succédera à Irene Rosenfeld au poste de directeur général de l’entreprise, à la suite de son départ à la retraite prévu en novembre 2017'.